# Arthur Preuss (Journalist)
Arthur Preuss (* 22. März 1871 in St. Louis, Missouri; † 16. Dezember 1934 in Jacksonville, Florida) war ein deutsch-amerikanischer Journalist, Herausgeber und Übersetzer. Er war Herausgeber der Fortnightly Review.

## Leben
Preuss lebte in St. Louis; sein Vater, Eduard Friedrich Reinhold Preuss, hatte ebenfalls eine katholische Zeitung herausgegeben. Die Fortnightly Review war eine wichtige konservative Stimme und wurde von 1894 bis 1934 von Kirchenführern und Intellektuellen gelesen. Außerdem gab Arthur Preuss eine katholische Zeitung in St. Louis heraus.
Preuss war dem Vatikan gegenüber äußerst loyal, unterstützte die deutsche katholische Gemeinschaft, prangerte die Häresie des Amerikanismus an und förderte die Catholic University of America. Er hat unter der antideutschen Stimmung während des Ersten Weltkriegs gelitten. Er lieferte ausführliche Kommentare zur Nationalen Katholischen Wohlfahrtskonferenz über den antikatholischen Faktor im Präsidentschaftswahlkampf von 1928, die Nöte der Weltwirtschaftskrise und den Liberalismus des New Deal. Ebenso äußerte er sich kritisch über Eugenik und Freimaurerei.
Preuss engagierte sich als Übersetzer theologischer Handbücher. Das am meiste verbreitete von diesen war Joseph Pohles Lehrbuch der Dogmatik. Als "Pohle-Preuss" bekannt, wurde es zum Standardwerk in der Ausbildung von Generationen von US-amerikanischen Seminaristen.

## Werke
- A Dictionary of Secret and Other Societies, St. Louis, Mo. / London: B. Herder Book Co., 1924.
- Freemasonry and the Human Soul, Kessinger Publishing.
- Masonic Morality and Benevolence, Kessinger Publishing.
- 'The Fundamental Fallacy of Socialism an Exposition of the Question of Landownership'.